# Sextuor à cordes (Martinů)
Pour les articles homonymes, voir Sextuor à cordes (homonymie).

Le Sextuor à cordes H.224 est un sextuor pour deux violons, deux altos, deux violoncelles de Bohuslav Martinů. Composé en mai 1932 pour le concours de composition créé par Elizabeth Sprague Coolidge, il reçoit le Prix Coolidge parmi les 145 partitions des proposants.

## Structure
1. Lento -  Allegro poco moderato
2. Andantino - Allegro scherzando
3. Allegretto poco moderato